# أغوستينا باروسو
أغوستينا باروسو (بالإسبانية: Agustina Barroso) هي لاعبة كرة قدم أرجنتينية، ولدت في 20 مايو 1993 في تانديل في الأرجنتين. شاركت مع منتخب الأرجنتين الوطني لكرة القدم للسيدات تحت 20 سنة ‏ ومنتخب الأرجنتين لكرة القدم للسيدات. أما مع النوادي، فقد لعبت مع مدريد سي اف اف ‏.

## وصلات خارجية
- أغوستينا باروسو على موقع الاتحاد الدولي (مؤرشف)  (الإنجليزية)
- أغوستينا باروسو على موقع قاعدة بيانات كرة القدم.إي يو (الإنجليزية)
- أغوستينا باروسو على موقع Soccerway.com (الإنجليزية)
- أغوستينا باروسو على موقع عالم كرة القدم.نت (الإنجليزية)
- أغوستينا باروسو على موقع اللجنة الأولمبية الأرجنتينية (الإسبانية)